# AG Insurance
 (juin 2014).
AG Insurance est une compagnie belge en assurance-vie et assurance non-vie (auto, incendie, accidents, hospitalisation, responsabilité civile, etc.), ainsi qu’en pensions complémentaires. Elle est présente sur le marché des assurances belge depuis 1824. Elle s’adresse tant aux particuliers qu’aux indépendants, PME et grandes entreprises. Les produits d’AG Insurance sont distribués uniquement via ses partenaires (courtiers, agents de Fintro, agences BNP Paribas Fortis et bpost banque). Certaines grandes entreprises sont servies en direct pour les assurances de groupe.
Fin 2020, le groupe gérait plus de 60 milliards d’euros d’actifs financiers. Sa marge de solvabilité (Solvabilité I) était égale à près du double du capital exigé par les autorités de contrôle.
La compagnie a 2,7 millions de clients particuliers et 235 000 entreprises et indépendants [Quand ?].
AG Insurance fait partie du groupe d’assurances international Ageas.

## Histoire

### 1824: AG Vie
En septembre 1823, Guillaume Ier autorisa la création d’une société hollandaise d’assurances sur la vie, établie à Amsterdam sous le nom de Nederlandsche Algemene Levens-Verzekering Compagnie.
L’idée de créer une compagnie d'assurances sur la Vie séduisit deux membres de la chambre de commerce de Bruxelles : son vice-président François Rittweger et le banquier Jacques Coghen.
Le projet reçut l’aval du roi le 12 juin 1824 et adopta le nom de Compagnie d’Assurances Générales sur la Vie, les Fonds Dotaux et les Survivances (AG Vie). Coghen lui-même en prit la direction en tant que « agent général ». Le capital fut fixé à 600 000 florins divisés en 300 actions. Fin février 1825, la compagnie AG Vie ouvrait ses bureaux après que ses cinq employés eurent prêté serment de fidélité devant les membres du conseil d’administration.

### 1830: AG Incendie
En avril 1830, les administrateurs d’AG Vie décidèrent de créer la Compagnie d’Assurances Générales contre les Risques d’Incendie (AG Incendie). En septembre 1830, l’agent général Jacques Coghen est nommé administrateur général des Finances du gouvernement provisoire. En juillet 1831, Léopold Ier lui confie le portefeuille des Finances lors de la formation de son premier gouvernement.

### 1909: entrée en Bourse
À la suite de l’extension du champ d’action de la compagnie à des branches connexes, comme les assurances contre les accidents et les opérations hypothécaires, le chiffre d’affaires d’AG Vie passa de 2,4 millions de francs belges à la fin de 1889 à 20 millions en 1912. Le nombre d’employés passa de 12 en 1890 à 140 en 1924.
Dès 1909, l’action d’AG Vie est cotée en Bourse.
À partir de 1919, une nouvelle branche d’activité contribua largement à l’augmentation du chiffre d’affaires, à savoir l’assurance pension collective, destinée essentiellement aux employés. AG Vie en fit une de ses spécialités et créa à cette fin un département « Pension » séparé.

### 1969: création du Groupe AG
En 1969, la compagnie d'assurances se transforme en un holding[réf. souhaitée] .
En mai 1971, la société néerlandaise Nationale-Nederlanden lance une offre publique d'achat inamicale sur les actions de la compagnie anversoise Securitas[source insuffisante]. Sous la direction générale de Maurice Frère, le 21 mai, le groupe AG lance avec succès une contre-OPA sur Securitas. Bénéficiant de succursales aux Pays-Bas, d’un portefeuille de 400 000 polices et d’un encaissement annuel de 900 millions de francs, Securitas, spécialisée en IARD, est acquis par le Groupe AG.
En deux ans, de 1975 à 1977, le nombre de compagnies actives en Belgique tomba de 540 à 348. Le Groupe AG prit une part importante dans ce mouvement de rationalisation et acquit en 1973 la succursale belge de la société suisse d’assurances sur la vie La Genevoise. L’année suivante, il prit une participation majoritaire dans la société d’assurances Le Recours Belge et ses filiales Athéna et Démocratique-Vie (80 employés et 3 500 agents). En 1976, le Groupe AG racheta aussi La Médicale et en 1977 le groupe PR-phenix, holding chapeautant alors 7 compagnies d’assurances et une société immobilière. Ce sont alors 750 000 clients qui rejoignirent la compagnie. À la suite de ces acquisitions, le Groupe AG comptait 3 414 employés.

### 1990: création du Groupe Fortis
En 1990, AG groupe fusionne avec la société néerlandaise AMEV/VSB 1990, née elle-même de la fusion entre la banque VSB (nl) et l'assureur AMEV. À la suite de cette première fusion transfrontalière dans le monde financier, le Groupe Fortis devient une réalité. Cette double nationalité se maintiendra jusqu’en 2012.
En 1999, AG 1824 fête sa 175e année d’existence et change son nom pour devenir Fortis AG (voir logo 2000).

### 2009: naissance d'AG Insurance
En 2006, Fortis Insurance Belgium est née de la fusion de Fortis AG et de FB Assurances, les activités d’assurance de Fortis Banque.
À la suite de l’effondrement et de la dissolution du groupe à la fin de 2008, Fortis devient un groupe d’assurance international qui se focalise sur l'Europe et l'Asie. Il dispose d'une présence importante en Belgique via Fortis Insurance Belgium. Ce dernier changera de nom en 2009 pour devenir AG Insurance.
Depuis 2008[Quand ?], avec 75 % des actions, Ageas est le principal actionnaire d’AG Insurance. Les 25 % restants sont détenus par BNP Paribas Fortis.

## Filiales
AG Insurance détient également 100 % d’AG Real Estate (en). Ce dernier s'occupe des activités immobilières du Groupe. Homeras est une des filiales d’AG insurance et propose des aides d'urgence et des réparations en nature auprès de clients ayant souscrit une assurance incendie chez AG Insurance. 
SoSimply, la nouvelle plateforme grand public de Homeras, permet de confier les travaux de votre habitation à des professionnels.
Le 1er juillet 2023, AG et BNP Paribas Fortis sont devenus actionnaires de Touring SA, la société qui regroupe toutes les activités commerciales et opérationnelles du groupe Touring.  AG a acquis 75 % des actions de Touring ; BNP Paribas Fortis les 25 % restants.

## Distribution et parts de marché en 2023
Les produits de la compagnie ne sont pas distribués directement à ses clients mais via différents canaux :
- via près de 3 900 courtiers indépendants et 250 agents Fintro ;
- via plus de 380 agences de BNP Paribas Fortis ;
- via 657 bureaux de poste de Bpost banque ;
- via les assurances de groupe pour les grandes entreprises (Département Employee benefits).

Avec une part de marché globale de 21,7 %, AG Insurance est en 2023 le leader sur le marché belge de l’assurance. En Vie, la part de marché exprimée en actifs sous gestion s’élevait à 28,3  %, confirmant la position de leader d’AG Insurance en matière d’assurances Vie, et ce, tant individuelles que collectives.
La part de marché des assurances Non-Vie atteignait les 16,5 % (primes brutes émises)[réf. nécessaire]. Ce chiffre conforte la première position d’AG Insurance dans le segment Non-Vie[réf. nécessaire].

### Chiffres clés 2022
- Encaissement de primes : 6,6 milliards EUR
  - Non-vie : 2,4 milliard EUR
  - Vie : 4,2 milliards EUR
- Résultat net : 618 millions EUR
- Actifs sous gestion Vie : 59,5 milliards EUR
- Part de marché : 
  - Non-Vie : 16,5 %
  - Vie : 28,3 %
- Ratio de solvabilité : 241 %

## Partenariat
En 2022, AG Insurance devient partenaire principal de l'équipe cycliste AG Insurance-Soudal.